# Fachkraft für Rohr-, Kanal- und Industrieservice
Die Fachkraft für Rohr-, Kanal- und Industrieservice ist seit 17. Juni 2002 ein staatlich anerkannter Ausbildungsberuf in Deutschland nach dem Berufsbildungsgesetz.
Die frühere Berufsbezeichnung lautete Ver- und Entsorger. Dieser Ausbildungsberuf wird zu der Gruppe der Umweltschutzberufe gezählt, zu denen auch die umwelttechnischen Ausbildungsberufe Fachkraft für Abwassertechnik, Umwelttechnologe für Wasserversorgung und Fachkraft für Kreislauf- und Abfallwirtschaft gehören.

## Ausbildungsdauer
Die Ausbildungszeit zur Fachkraft für Rohr-, Kanal- und Industrieservice beträgt in der Regel drei Jahre. Dieser Beruf verfügt über die zwei Schwerpunkte Rohr- und Kanalservice sowie Industrieservice mit einer Dauer von je 32 Wochen im 16. bis 36. Ausbildungsmonat.
In der Regel legt der Ausbildungsbetrieb vor dem Ausbildungsbeginn den Schwerpunkt fest. Die Ausbildung erfolgt an den Lernorten Betrieb und Berufsschule.

## Arbeitsgebiete
Fachkräfte für Rohr-, Kanal- und Industrieservice arbeiten im privaten, öffentlichen und industriellen Bereich und sind in Unternehmen des Rohr- und Kanalservices sowie der Industriereinigung und -wartung beschäftigt.
Fachkräfte für Rohr-, Kanal- und Industrieservice führen ihre Arbeiten eigenverantwortlich bzw. selbständig auf der Grundlage von technischen Unterlagen und Regeln sowie Rechtsgrundlagen durch. Sie beschaffen Informationen, planen und koordinieren ihre Arbeit. Dabei dokumentieren sie ihre Leistungen und ergreifen Maßnahmen zur Qualitätssicherung, zur Sicherheit, zum Gesundheits- und zum Umweltschutz bei der Arbeit.
Fachkräfte für Rohr-, Kanal- und Industrieservice
- planen, steuern und kontrollieren technische Arbeitsabläufe
- bedienen, überwachen, inspizieren und warten Maschinen, Geräte und Sonderfahrzeuge unter Anwendung sicherheitstechnischer Einrichtungen und Verwendung persönlicher Schutzausrüstungen
- reinigen industrielle und abwassertechnische Anlagen unter Berücksichtigung arbeitsvorbereitender Maßnahmen, der Arbeitssicherheit und des Umweltschutzes
- wirken bei der fachgerechten Entsorgung der Rückstände, die sich aus der Arbeit der Industriereinigung, Industriewartung, Rohr- und Kanalreinigung ergeben mit
- dokumentieren Arbeits- und Betriebsabläufe und werten sie aus
- erkennen Betriebsstörungen an Arbeitsgeräten und beheben diese
- arbeiten umwelt-, hygiene- und kostenbewusst
- wenden fachbezogene Rechtsvorschriften und technische Regeln an
- handeln kunden- und serviceorientiert und wenden Informations- und Kommunikationstechniken an

Schwerpunkt Rohr- und Kanalservice
- inspizieren und dokumentieren Rohr- und Kanalsysteme
- überprüfen Rohr- und Kanalsysteme auf Dichtheit
- führen Reparaturen an Rohrleitungen und Kanälen durch

Schwerpunkt Industrieservice
- tauschen feste und flüssige Hilfsstoffe aus, montieren und demontieren Anlagenteile zum  Zwecke der Industriewartung
- wenden physikalische und chemische Verfahren zur Reinigung an
- wirken bei der Analyse von Betriebsstörungen mit